# Tephrochlamys claripennis
Tephrochlamys claripennis är en tvåvingeart som först beskrevs av Robineau-desvoidy 1830.  Tephrochlamys claripennis ingår i släktet Tephrochlamys och familjen myllflugor.
Artens utbredningsområde är Frankrike. Inga underarter finns listade i Catalogue of Life.